# Hugo Rennert
Hugo Albert Rennert (Filadelfia, 6 de mayo de 1858-1927), hispanista y lopista estadounidense.

## Biografía
Fue miembro correspondiente de la Real Academia Española y de la Real Academia Gallega, así como de la Hispanic Society of America. Trabajó en la Universidad de Pensilvania como profesor de lenguas románicas y literatura. Estudió sobre todo la vida y obra de Lope de Vega; su libro más conocido en este campo es The life of Lope de Vega (1904), que más tarde (1919) publicó en español ampliado en colaboración con Américo Castro. Escribió además The Spanish Stage in the time of Lope de Vega, 1909, Comedias of Miguel Sánchez "El Divino", Lieder des Juan Rodríguez del Padrón, Der Spanische Cancionero des British Museum; Unpusblished Poems of Fernán Pérez de Guzmán; The Spanish Pastoral Romances etcétera. Publicó además algunos poemas inéditos de Luis de Góngora. Como italianista tradujo al inglés y prologó la Historia de Florencia y de los asuntos de Italia de Maquiavelo. Su Biblioteca, abundante en primeras ediciones de Lope, fue donada a la Penn Library.

## Obras
- The Spanish Pastoral Romances, Baltimore, Mod. Lang. Association of America, 1892, y 2.ª ed. Philadelphia, 1912.
- The spanish stage in the time of Lope de Vega, New York, The Hispanic Society of America, 1909.
- The life of Lope de Vega (1562-1635) (Glasgow, Gowans and Gray, ltd.; Philadelphia, Campion and Co.; etc., etc. 1904; 2.ª ed. traducida y ampliada con Américo Castro, Madrid: Impr. de los sucesores de Hernando, 1919; 3.ª con notas adicionales de Fernando Lázaro Carreter, Salamanca: Anaya, 1969 y reimpresa como The life of Lope de Vega, 1562-1635. New York, B. Blom, 1968.
- Macias, o namorado: A galician trobador. Philadelphia, 1900.
- Bibliography of the dramatic works of Lope de Vega Carpio based upon the catalogue of John Rutter Chorley New York, Paris: Maçon, 1915.
- Miguel Sánchez, La isla bárbara and La guarda cuidadosa: two comedías by Miguel Sanchez (el Divino); edición por Hugo A. Rennert, Boston: Ginn & co.; Halle a.S., M. Niemeyer, 1896.
- Farça a manera de tragedia; reimprímela Hugo Albert Rennert. Ed. rev. Valladolid: Viuda de M. Ferrari, 1914
- Guillén de Castro, Ingratitud por amor: comedia de don Guillen de Castro. Edición de Hugo Rennert, Philadelphia, The University; Boston, Ginn & company, 1899.

- Datos: Q1634772